# Trichipteris borinquena
Trichipteris borinquena là một loài thực vật có mạch trong họ Cyatheaceae. Loài này được (Maxon) R.M. Tryon miêu tả khoa học đầu tiên năm 1970.